# Arthur Robin
Pour les articles homonymes, voir Robin.
Arthur Robin, né le 5 février 1927 en Guadeloupe et mort le 20 janvier 2023, est un culturiste français. Il remporte le concours de Mister Univers en 1957.

## Biographie
Arthur Robin appartient dans un premier temps à un groupe de culturistes guadeloupéens avec qui il s’entraîne, avant de partir pour Paris en 1952. Il remporte en 1955 le titre de "plus bel athlète des provinces françaises". En 1957, il devient le premier homme noir titré Mister Univers.
Il se consacre ensuite au cirque et s’installe en Italie.
En 2017, il est un des personnages du film Mister Universo où un dresseur de fauves va à la recherche de l'homme fort qui lui a plié une barre de fer quand il était petit. L'histoire de Robin est alors expliquée : il a travaillé dans différents cirques surtout dans le sud de l'Europe puis a dû arrêter à cause de problèmes de santé liés à son âge. On apprend aussi que son fils, Arthur Robin Jr., a changé de carrière et est, lui aussi, devenu homme fort.

## Filmographie
2017 : Mister Universo : Lui-même